# Christian E. Hansen
 Der er flere personer med dette navn, se Christian Hansen.
Christian Eduard Hansen (5. januar 1874 i København – 11. oktober 1954 i Lillerød) var en dansk møbelsnedker og -arkitekt.
Christian E. Hansen var søn af Fritz Hansen, der i 1872 havde grundlagt møbelsnedkeriet Fritz Hansen. I 1899 overtog han firmaet efter faderen, der 1896 havde grundlagt Lillerød Savværk.
I 1915 var Hansen en af de første til at introducere lamineret dampbøjet træ, der senere er blevet til klassikere som Arne Jacobsens Myren og 3107, men som også indgår som element i mange andre danske designklassikere. I 1920 flyttede hele produktionen til Lillerød. I 1920'erne og 1930'erne begyndte virksomheden at gå fra en håndværksvirksomhed til en industrialiseret virksomhed og indledte samtidig eksperimenter med stålrørsmøbler. Christian E. Hansen optrådte selv som designer, bl.a. af en række funktionalistiske egetræsmøbler og af den kendte Canadastol (1940, model FH 2252), men indledte gradvist et samarbejde med tidens designere. Ove Boldt designede Windsorstolen (1942, model FH 1638).
Chr. E. Hansen var gift med Marie Abelone f. Hansen (død 1938) og havde tre sønner, hvoraf de to i 1928 kom ind i familiefirmaet: Poul Fritz Hansen (den yngre) (1902-1987), Søren Christian Hansen (1905-1977). I 1933 blev de kompagnoner. Senere kom Knud Marius Hansen (1911-?) også med.